# Легислатура Мичигана
Легислату́ра шта́та Мичига́н — законодательный орган американского штата Мичиган. Состоит из нижней палаты (Палата представителей) и верхней палаты (Сенат). Четвёртая статья принятой в 1963 году Конституции Мичигана определяет роль законодательной власти в штате. Заседания проходят в капитолии штата Мичиган в Лансинге.

## Сенат
Сена́т — верхняя палата Легислатуры. Его члены избираются на партийной основе раз в 4 года. Полномочия сенаторов ограничиваются двумя сроками (8 лет). Выборы проходят одновременно с губернаторскими. В Сенате заседают 38 членов, избираемых по одномандатным округам с населением от 212400 до 263500 человек. Полномочия сенаторов начинаются в полдень 1 января, следующего за днём выборов. Сенат заседает в южном крыле капитолия штата Мичиган.
По состоянию на 2018 год, республиканцам принадлежит 22 места, демократам — 16 мест. По состоянию на 2023 год, демократам принадлежит 20 мест, республиканцам — 18 мест.

## Палата представителей
Пала́та представи́телей — нижняя палата Легислатуры. Её члены избираются каждые два года на партийной основе, выборы проходят одновременно с выборами в федеральную Палату представителей. Все 110 членов избираются по одномандатным округам с населением от 77000 до 91000 человек. Полномочия представителей начинаются в полдень 1 января, следующего за днём выборов. Палата представителей заседает в северном крыле капитолия штата Мичиган. Члены палаты выбирают спикера (главу палаты Представителей) в начале новой законодательной сессии.
По состоянию на 2020 год, республиканцам принадлежат 58 мест, демократам — 52 места. 
По состоянию на 2023 год, демократам принадлежат 56 мест, республиканцам — 54 места.